# 호산대학교
호산대학교(瑚山大學校, Hosan University)는 경상북도 경산시에 있는 대한민국의 사립 전문대학이다.
국문 약칭은 호산대(瑚山大) 등이 사용되며, 교명인 호산은 대학 설립자인 김정수의 호(號)에서 가져온 것이다.

## 연혁
1991년 11월 30일, 학교법인 호산교육재단에 의하여 경동전문대학이 설립되었다. 1992년 3월 9일 개교하였다. 1998년 6월 1일 경동정보대학으로 교명을 변경하고, 2009년 8월 17일 경산1대학, 2012년 1월 1일 경산1대학교를 거쳐 2015년 2월 6일부터 호산대학교로 교명을 변경하고 현재에 이르고 있다.

## 교육편제
호산대학교는 자연과학, 인문사회, 공학, 예체능 등 4개 계열을 자체 설정하고 3개 학부, 10개 학과, 7개 전공 등을 설치하여 전문학사 학위 과정을 운영하고 있다.